# Sophie Dorothea af Braunschweig-Lüneburg
Hertuginde Sophie Dorothea (født 15. september 1666, død 13. november 1726), kendt som prinsesse af Ahlden, var den eneste datter og allodialarving af hertug Georg Wilhelm af Braunschweig-Lüneburg-Celle og Eleonore d'Olbreuse. Hun blev i 1682 gift med arveprins Georg Ludwig af Hannover, den senere kong Georg 1. af Storbritannien.
Hun var mor til kong Georg 2. af Storbritannien og til dronning Sophie Dorothea af Preussen. Efter en påstået kærlighedsaffære med greve Philip Christoph von Königsmarck, blev hun lukket inde i Ahlden Slot, hvor hun døde 30 år senere.